# Westerburg (Wardenburg)
Westerburg ist ein kleiner Ortsteil der Gemeinde Wardenburg im Landkreis Oldenburg (Niedersachsen) mit etwa 230 Einwohnern.

## Geografie
Westerburg liegt am Nordwestrand des Naturparks Wildeshauser Geest, etwa 5 km südsüdöstlich des Kernorts Wardenburg. Die Anschlussstelle Wardenburg der Bundesautobahn 29 befindet sich etwa 1,5 km nordwestlich der Ortschaft. Zur östlich Wardenburgs fließenden Hunte beträgt die Entfernung gleichfalls etwa 1,5 km.

## Geschichte
Bereits um 800 wurde in dem Ort, der damals Westonstede genannt wurde, von Abt Gerbert Castus aus Visbek eine Missionskirche erbaut, die um 890 von Normannen zerstört wurde.
Die Westerburg wurde durch die Grafschaft Oldenburg als Ersatz für die 1342 durch das Bistum Münster zerstörte Wardenburg errichtet. 1359 wurde sie als Zollstelle an der südlichen Grenze der Grafschaft Oldenburg erstmals urkundlich erwähnt. In der weiteren Geschichte wurde die Burg mehrfach zerstört und wiederaufgebaut, so 1423 während eines Kriegs mit den Grafen von Hoya und 1471 und 1482 durch den Bischof von Münster. 1512 löste Graf Johann von Oldenburg die verpfändete Burg ein und erbaute sie von Grund auf neu. Das Jahr 1538 brachte einen neuen Krieg mit den Truppen des Bischofs von Münster, der in der endgültigen Zerstörung der Westerburg resultierte.

## Verkehr
Etwa 2 km westlich Westerburgs und jenseits der parallel verlaufenden Bundesautobahn 29 führt die Landesstraße 870 von Wardenburg nach Ahlhorn.

## Wirtschaft
Die Wirtschaft ist land- und viehwirtschaftlich sowie gewerblich geprägt.